# 最も近い共通祖先
最も近い共通祖先（もっともちかいきょうつうそせん）は、分岐学の概念で、集団もしくはその遺伝子について、それらの全てを子孫とする祖先のうち最も新しい（現在に近い）個体や集団もしくはそれらの遺伝子のことである。
最も新しい共通祖先（もっともあたらしいきょうつうそせん）、最近共通祖先（さいきんきょうつうそせん）とも。英語では、most recent common ancestor (MRCA)。厳密に使い分けられているわけではないが、種間の共通祖先に限ってlast common ancestor (LCA)、コンセスター (concestor、リチャード・ドーキンスの造語) も使われる。以下では、個体間の最も新しい共通祖先はMRCA、種間の最も新しい共通祖先はLCAと略す。
あえて「最も近い」共通祖先という理由は、最も近い共通祖先のさらに祖先も、共通祖先には違いないからである。しかし実際には、「最も近い」や「most recent」等は省略されることがある。
一般には有向グラフ全般について定義できるが、ここでは生物の最も近い共通祖先について述べる。

## 個体間のMRCA
個体間の最も近い共通祖先 (MRCA) は、原理的には、系図をたどって得られる。簡単な例としては、兄弟のMRCAは彼らの両親、いとこのMRCAは彼らの共通なほうの祖父母である。
個体間のMRCAは、単為生殖する種では個体だが、有性生殖する種では夫婦のこともある。もし常に一夫一妻なら、MRCAは常に夫婦である。
個体群についてMRCAを議論するとき（例: 現生ヒトのMRCA）は、その個体群の全ての現生個体のMRCAについて言っている。
なお、個体群について「現生」とことわっている理由は、死んだ個体を含めるとMRCAが変わりうるからである。たとえば、現生個体のMRCAと同時代にも他に個体はおり、彼らを含めたMRCAは当然、より過去にさかのぼる。しかし実際には、「現生」は省略されることがある。

### 現生ヒトのMRCA
現生ヒト個体のミトコンドリアのMRCAであるミトコンドリアを持っていた女性をミトコンドリア・イヴと言う。一方、現生ヒト個体のY染色体のMRCAであるY染色体を持っていた男性をY染色体アダムと言う。
しかし、いずれも現生ヒト個体の共通祖先ではあるが、MRCAではない。女系のみまたは男系のみをたどっているからである。現生ヒト個体のMRCAは、イヴよりもアダムよりもさらに新しく、現生個体へいたる系図には男系と女系が混ざっている。

## 種間のLCA

分岐図。分岐点がLCAである。

複数の種の間にも最も近い共通祖先 (LCA) を定義できる。
この場合は、個体間の系図は考慮せず、種と種の間の分岐関係のみを考慮する。ただし、種が大きな個体数を保ったまま短時間で別種に進化するといったごく希なケースを除けば、個体としてのMRCAの個体は、種としてのLCAの種の一員であると考えられる。
系統についてLCAを議論する場合（例: 現生哺乳類のLCA）は、その系統に含まれる全ての種のLCAを言っている。

## 全ての現生生物のLCA
全ての現生生物のLCAは、Last Universal Common Ancestor (LUCA, 最終共通祖先)、Last Universal Ancestor (LUA) などと呼ばれる。
最初の生命とは異なる概念である。最初の生命はむしろ、（現在の生命の祖先だとして）「最も遠い」共通祖先であり、LUCAよりさらに古い祖先である。

## 遺伝子の最も近い共通祖先
生物そのものではなく、それらが持つ遺伝子に対しても最も新しい共通祖先を定義できる。
複数の個体や種が持つ対応する遺伝子だけでなく、遺伝子重複が起こった場合は、同じ個体や種が持っている、同じ起源の複数の遺伝子に対しても、最も近い共通祖先を定義できる。
単純に考えると、遺伝子のMRCAは、それを持つ個体のMRCAが持っているように思える。しかし、有性生殖をする場合は、遺伝子の親子関係は単純な分岐なのに対し、個体の親子関係は網目状で急激に広がるので、遺伝子のMRCAは個体のMRCAより古い。
ミトコンドリアDNAやY染色体は、交叉の単位としては、他のゲノムと交換されない単一の遺伝子とみなすことができる。ミトコンドリア・イヴやY染色体アダムは、本質的には遺伝子のMRCAである。
種間の場合には、基本的に遺伝子のLCAは種のLCAが持っている。しかし、遺伝子重複が起こり、それらのうち片方が消滅し、しかもどちらが消滅したかが種によって異なる場合は、遺伝子のLCAは種のLCAよりはるかに古くなる。

## 相続・継承との関連
その地位等の相続（例えば、皇位・王位の継承）において、事実上特定の人物の子孫に限定されるケースがある。その場合、当該人物（一夫一妻制下では二人）が、その権利を有する人々の「最も近い共通祖先」となる。
イギリス王位継承順位
1701年王位継承法によって、カトリック排除の観点から、ステュアート家の血を引く者かつイングランド国教会信徒のみに限定された。この要件を満たすのはゾフィー・フォン・デア・プファルツ一名しかおらず、彼女とその夫エルンスト・アウグストの二名が、以降全てのイギリス王位継承権者のMRCAとなる。
皇室及び皇位継承順位
1947年（昭和22年）10月13日時点で32名の皇位継承権者（親王及び王）がいたが、うち伏見宮系統の26名が翌日付で皇籍離脱した。その結果、皇室構成員は大正天皇・貞明皇后夫妻の子・孫及び子の妃のみとなった。2019年（令和元年）5月1日の第126代天皇徳仁の即位時点で、皇室典範に基づく現生する皇室の構成員のうち、生まれながらの皇族である者（天皇・上皇・親王・内親王・女王）のMRCAは大正天皇・貞明皇后夫妻であり、そのうち皇位継承権者の3名の親王（秋篠宮文仁親王、悠仁親王、常陸宮正仁親王）のMRCAは昭和天皇・香淳皇后夫妻である。
- 伏見宮系皇族（いわゆる旧皇族）
1947年（昭和22年）に皇籍離脱した11宮家51名のうち、生まれながらの皇族全員が伏見宮邦家親王の子孫であり、一夫多妻制下であったため邦家親王のみがMRCAとなる。旧皇族と現皇室のMRCAは、江戸時代の霊元天皇・敬法門院夫妻であるが、男系のみに限る場合はさらに遡って室町時代の伏見宮第3代当主伏見宮貞成親王となる。